# Piper copeyanum
Piper copeyanum är en pepparväxtart som beskrevs av William Trelease. Piper copeyanum ingår i släktet Piper och familjen pepparväxter. Inga underarter finns listade i Catalogue of Life.